# Blaise le blasé
 (mai 2022).
Si vous disposez d'ouvrages ou d'articles de référence ou si vous connaissez des sites web de qualité traitant du thème abordé ici, merci de compléter l'article en donnant les références utiles à sa vérifiabilité et en les liant à la section « Notes et références ».
Blaise le blasé est une série d'animation franco-canadienne en 26 épisodes de 22 minutes, créée par Benoît Godbout et Malorie Nault-Cousineau, diffusée au Québec à partir du 11 janvier 2008 sur Télétoon et en France à partir du 5 juillet 2008 sur France 2 et Canal+ Family. La série est coproduite par la France à 35 % et par le Canada à 65 %.
La première diffusion a eu lieu le 26 janvier 2008. Le DVD de l'intégralité des épisodes est sorti en France en janvier 2012.

## Synopsis
La série met en vedette Blaise Leblanc, un adolescent de 16 ans sarcastique et brillant. Par contre, son attitude un peu trop désinvolte laisse croire à ceux qui l'entourent (enseignants, famille, etc.) qu'il est totalement blasé, ce qui lui vaut le surnom fatidique de « Blaise le blasé ». Ses meilleurs amis sont Fabienne, une fille un peu colérique qui est fanatique de films d'horreurs et Gaétan-Gilbert, un garçon étrange qui est obsédé par la charcuterie et la famille qu'il fondera un jour. Blaise est également entouré de Benji, son ami d'enfance sportif et calme, ainsi que de Pénélope, la blonde de Benji, une boule d'énergie naïve et verbomotrice. Blaise est depuis toujours amoureux de la mystérieuse et ténébreuse Anette, la meilleure amie de Fabienne. En fait, la série se base surtout sur l'objectif principal de Blaise qui est de finalement avouer son amour à Annette.

## Personnages

### Principaux
- Blaise Leblanc : Blaise est le personnage principal de cette série. Il est blasé, ironique et sarcastique. Il est le meilleur ami de Gaétan-Gilbert et de Fabienne. Il travaille à temps partiel au Shop de Clown, la boutique des parents de « GG ». Lui et sa famille vivent dans un appartement. Il est célibataire (bien qu'il ait fréquenté quelques filles), mais est secrètement amoureux d'Annette Frette-Seck. Malheureusement pour lui, lorsqu'ils ont une occasion de se parler, quelque chose d'inattendu se produit, ce qui les empêche d'approfondir les sentiments qu'ils ont l'un pour l'autre.

- Gaétan-Gilbert « GG » Pyrowski : Gaétan-Gilbert, ou simplement « GG », est le meilleur ami de Blaise et de Fabienne. C'est un adolescent du même âge que Blaise qui possède une personnalité inimitable, une voix perçante, du sens de la famille à revendre et un look semblable à celui de Blaise. Il possède une vieille voiture avec lequel il conduit Blaise. Il était le seul à savoir que Blaise est amoureux d'Annette et il insistait souvent pour qu'il parle avec elle. Même qu'il a provoqué quelques rendez vous entre Blaise et Annette (exemple dans l'épisode 4).

- Fabienne Lajoie : Fabienne est une jeune fille délinquante et occasionnellement agressive. Elle a un très fort caractère. C'est la meilleure amie de Blaise et Gaétan-Gilbert. Elle est également la meilleure amie d'Annette, ce qui explique pourquoi Blaise ne lui a jamais dit qu'il est amoureux d'elle. C'est une passionnée de tout ce qui est sanglant et violent. Elle rêve de devenir réalisatrice de films d'horreur. Dans le sous-sol de sa maison elle s'amuse à tourner des films amateurs avec Blaise, « GG » et Annette. Plusieurs indices plus ou moins explicites montre que Fab est aussi lesbienne, mais elle n'est apparemment jamais sortie avec une fille de l'école Saint-Judes.

- Benjamin « Benji » Jean-François : « Benji » est un passionné de basket-ball. C'est le plus vieil ami de Blaise. Mais, aujourd'hui, mis à part le basket-ball et le fait qu'ils habitent dans le même immeuble, ils n'ont plus beaucoup de choses en commun. Il aime prendre la vie à la légère. Légèrement narcissique, il attire presque toutes les filles de Saint-Judes.

- Pénélope Francœur : Pénélope est la petite amie de « Benji ». C'est une jeune fille qui suit les tendances de mode. Elle est très naïve et ne démontre aucun signe d'intelligence. Elle se tient toujours avec ses deux « clones » amies, Josée Jolicœur et Tamara Vadeboncœur. Cette dernière s'intéresse elle aussi secrètement à Blaise.

- Annette Frette-Seck : Annette est une artiste peintre abstraite, fille d'un ambassadeur et d'une vedette de Bollywood sur le déclin. Sa famille est riche, elle part de l'école en limousine, mais sa maison est relativement normale (ni grosse, ni petite). Même si elle est québécoise, elle suit la culture indienne (de l'Inde). Le fait qu'elle soit légèrement blasée et qu'elle est généralement inexpressive lui donne comme première impression qu'elle n'a pas d'émotion. Elle porte des vêtements rouges, mais son style semble être quand même être le gothisme. Elle n'a jamais vraiment parue être amoureuse de Blaise vers les premiers épisodes. C'est plus tard, vers l'épisode 22, qu'elle est vraiment devenue amoureuse de Blaise. Le soir de l'anniversaire de Blaise, chez Fabienne lors d'une fête surprise, Blaise, sachant qu'Annette était amoureuse de lui, lui a déclaré son amour pour elle. Ils se sont ensuite embrassés.

### Secondaires

#### Les adolescents
- Josée Jolicœur : Membre du trio des « ~cœur » avec Pénélope et Tamara, Josée est de loin la plus garce. Contrairement à Fanny, elle ne semble pas être naturellement rousse. Josée vit avec son père et a une grande sœur, Sophie, qui vit avec sa mère. Gaétan-Gilbert tomba amoureux de Sophie... pendant un bref instant. Josée est jalouse de la relation amoureuse de Pénélope et Benji, et tente souvent de provoquer leur rupture. Quand Blaise sort avec Tamara, elle adopte le même comportement.

- Tamara Vadeboncœur : Elle est la moins stupide et la moins garce des trois membre du trio des « ~cœur » qu'elle forme avec Pénélope et Josée. Tamara est gentille et discrète. On remarque pour la première fois dans l'épisode À un cheveu roux de l'amour son intérêt pour Blaise. Lorsque Josée se demande ce que Fanny Cotton pouvait bien trouver à Blaise, on voit Tamara devenir mal à l'aise. Éventuellement, Blaise et Tamara sortiront ensemble pendant quelques épisodes, puis Blaise se sépara d'elle lorsqu'Annette redonna signe de vie. Le père de Tamara est Dr Vadeboncœur, le médecin de Blaise.

- Fanny Cotton : Adolescente possessive et psychotique naturellement rousse qui se brosse les cheveux 55 fois par jour. Elle s'est vite fait connaître dans le cercle social de Blaise à son arrivée à l'école Saint-Judes. Elle est tombée amoureuse folle de Blaise au premier regard. Fanny et Blaise sont sortis quelques jours ensemble, mais celui-ci était toujours amoureux d'Annette, ce qui rendait Fanny jalouse. Lorsqu'ils se sont séparés, elle essaya par tous les moyens de rendre la vie impossible à toute fille présente dans le cercle d'amis de Blaise. Ses parents ont fini par l'envoyer dans une école exclusivement féminine. Depuis ce temps, Fanny est prête à tout pour tenter de ravoir Blaise et de le garder pour elle toute seule...

- Panouk Titouk : Personnage énigmatique à la vessie de fer, personne ne semble savoir le sexe de Panouk. Selon Blaise et Fabienne, « le but de tout bon étudiant (lycéen, en France), après réussir ses examens, est de découvrir si Panouk est un gars ou une fille ». Les raisons principales pour lesquelles il est si difficile de savoir si ce personnage est un gars ou d'une fille sont qu'il est toujours neutre quand il s'agit de descriptions de lui-même, que ce personnage a un physique qui ressemble à la fois à un gars et une fille et que sa voix est neutre.

- Yoan Chabot et Manu Escobar : Ces deux inséparables lascars ne font que causer des ennuis aux ados de Saint-Judes. Ils aiment particulièrement se moquer des plus faibles. Ils sont plus ou moins intelligents et partagent un sens de l'humour douteux. Ils font partie de l'équipe de basket-ball de Saint-Judes.

- Nino O'Neil : Cet étudiant au teint verdâtre est allergique à absolument tout (y compris le colorant bleu sur les bonbons), ce qui l'oblige à porter un scaphandre de protection en permanence. Il a de la difficulté à se faire des amis, probablement parce qu'il parle toujours de ses allergies. On le voit souvent traîner avec Troy, le « nerd » attitré de Saint-Judes. Il rêve d'embrasser une fille sur la bouche.

- Troy Phillips

- Soya Plante : Altermondialiste rousse s'immisçant dans les conversations du cercle de Blaise et continue même si on lui exprime clairement son dérangement.

- Fatima Lajoie : Cousine éloignée de Fabienne et amatrice de charcuterie, Fatima a eu un cours échange amoureux avec GG, avant que celui-ci ne la laisse tomber, car elle allait trop vite en affaire.

- William Intense : Il a fréquenté Annette pendant un cours moment. La relation s'est arrêtée net lorsque celle-ci l'a surpris dans les bras de Josée Jolicœur lors d'une party chez Fabienne.

- Sophie Jolicœur : Grande sœur plus ou moins sympathique de Josée Jolicœur, elle habite chez sa mère. GG a eu un coup de foudre de courte durée pour cette fille aux allures de rockeuse.

- Rodolphe : Étudiant à Saint-Judes, il devient amoureux de Blaise lorsque la rumeur selon laquelle ce dernier est homosexuel circule à l'école. Il va même jusqu'à lui chanter une chanson habillé en Cupidon.

- Kevin : Ce beau blond habite la campagne et adore se promener torse nu en public. C'est la raison pour laquelle Pénélope a « presque trompé son Benji » avec lui.

- Clémentine : Adolescente ténébreuse et intellectuelle présente au camp « Liberté immuable » auquel Blaise participe dans le cadre d'une activité parascolaire. GG a le coup de foudre pour elle, car elle a au front une tache ayant la forme d'une carte de la Pologne.

- Tony Lachance : Membre respecté de l'équipe de basket-ball de Saint-Judes, considéré par Pénélope comme étant le deuxième plus beau garçon de l'école (après Benji).

- Margot : Jolie monitrice de patin à roues alignées, Margot est la collègue de travail de Blaise quand celui-ci se trouve un emploi d'été au parc municipal.

#### La famille de Blaise
- Carol Schwartz : mère de Blaise, Carol est une très bonne mère, malgré le fait qu'elle ne se gêne jamais pour appeler Blaise « Mon soleil ! » et ainsi l'humilier en public. Elle s'inquiète souvent pour lui, comme toute mère normale, ce qui a pour effet d'exaspérer Blaise. Carol est une bénévole professionnelle et mère au foyer. Elle et son mari viennent d'adopter un petit garçon thaïlandais nommé Boon-Mee. Toute la famille habite dans un appartement de la coopérative « Monvoisinmoncopain ».

- Paul Leblanc : le père de Blaise est quelqu'un de discret et un peu effacé, tout le contraire de sa femme Carol, mais est très sage et se range souvent du côté de Blaise devant les débordements de cette dernière. Paul est en congé parental pour s'occuper de son fils nouvellement adopté, Boon-Mee.

- Boon-Mee Leblanc : petit frère adopté de Blaise, Boon-Mee vient tout droit de Thaïlande. Malgré le fait qu'ils ne soient pas directement frères, Boon-Mee ressemble étrangement à Blaise. La mère de Blaise se sert souvent de Boon-Mee pour faire du chantage émotif à Blaise. Il est terrorisé par le Père Noël, sauf lorsque celui-ci est attaqué par un chat enragé. Le prénom Boon-Mee signifie « chanceux » en thaïlandais.

- Monique Schwartz : la grande sœur de Carol, elle est donc la tante de Blaise. Elle est du genre à ramener des cadeaux « moisis » et fréquente un peu trop souvent la maison des Leblanc, selon Blaise. Elle est adepte du zen, du feng-shui et du cri primal, entre autres choses.

- LaBête : le chat siamois de la famille Leblanc est agressif avec tout le monde, sauf avec le bébé de la famille, Boon-Mee, qu'il traite comme son propre enfant. LaBête fait souvent la sieste sur le lit de Blaise et a tendance à accueillir les invités avec des feulements et des coups de griffes.

#### Personnel de l’école
- Balthazar Bonenfant : le professeur de sciences est vraisemblablement l'homme le plus détestable de l'école. Pour une raison inconnue, il n'a pas de bras. Il est donc toujours accompagné de Claude, son petit singe domestique qui effectue plusieurs tâches pour lui dans le cours de science, dont aller crier dans les oreilles des étudiants endormis ou dissipés.

- Théo Poisson : M. Poisson est le directeur de l'école Saint-Judes. Il est mou et sans colonne. Il se promène souvent avec son petit chien Poky et a une phobie des flaques d'eau.

- Anémone Sanschagrin : psychologue de l'école St-Judes, elle surveille constamment Blaise afin de déceler l'origine de son attitude blasée, en plus d'être sa voisine à la coopérative d'habitation « Monvoisinmoncopain ». Elle traîne toujours avec elle son magnétophone sur lequel elle enregistre des commentaires sur le comportement des adolescents et finit toujours en sifflant. Son seul ami est son petit oiseau qu'elle aime comme son enfant. Malheureusement pour elle, ce n'est pas réciproque.

- Violenne Voula : la belle enseignante de français est le membre du personnel le plus aimé des étudiants. Patiente et ouverte d'esprit, elle se range toujours du côté des jeunes.

- Raouf Khapab : cet homme massif et trapu est le professeur de gymnastique en plus d'être l'entraîneur de l'équipe de basket-ball de Saint-Judes, dont Blaise fait partie.

- Valfred : concierge de l'école Saint-Judes, il a un accent danois.

#### Autres personnages
- Jacinte Sylvestre

- Mme Butterfly : cette vieille japonaise octogénaire est la voisine de palier de la famille Leblanc au sein de la coopérative « Monvoisinmoncopain ». Elle a des problèmes de mémoire et d'audition, mais dispose tout de même d'une certaine sagesse. Elle entre souvent par erreur dans l'appartement des Leblanc, se croyant chez elle.

- M. Julien : il s'agit du patron de Tamara. À chaque fois que quelque chose ne va pas, il remet la faute sur celle-ci. Il déteste les enfants.

- M. Vadeboncœur : il est le père de Tamara. Dans l'épisode 17, on apprend qu'il travaillait autrefois comme mascotte dans une boucherie pour payer ses études et que, depuis, sa femme le surnomme « mon petit cochon ».

## Doublage

### Voix françaises
- Jimmy Redler : Blaise Leblanc
- Chloé Berthier : Annette Frette-Seck
- Maurice Decoster : Paul Leblanc
- Karine Foviau : Pénélope Francœur
- Emmanuel Garijo : Benjamin « Benji » Jean-François
- François Jérosme : Théo Poisson, M. Pyrowski
- Caroline Lallau : Fabienne Lajoie
- Christophe Lemoine : Gaétan-Gilbert Pyrowski
- Perrette Pradier : Anémone Sanschagrin
- Romain Redler
- Donald Reignoux : Yoan Chabot, Manu Escobar, Rodolphe
- Brigitte Virtudes : Carol Leblanc/Schwartz, Mme Butterfly
- Ariane Aggiage
- Véronique Alycia : Violenne Voula
- Vincent De Bouard : Panouk Titouk
- Pascal Germain : Docteur Vadeboncœur
- Sylvie Jacob : Soya Plante, Margot
- Anne Mathot : Jacinte Sylvestre
- Caroline Pascal : Fanny Cotton
- Hervé Rey : Nino O'Neil, Troy Phillips

### Voix québécoises
- Guillaume Champoux : Blaise Leblanc
- Emmanuel Bilodeau : Gaétan-Gilbert Pyrowski
- Karine Vanasse : Fabienne Lajoie
- Frédéric Pierre : Benji Jean-François
- Sophie Cadieux : Pénélope Francœur
- Camille Cyr-Desmarais : Annette Frette-Seck
- Catherine Trudeau : Josée Jolicœur
- Joëlle Morin : Tamara Vadeboncœur
- Marie-Chantal Perron : Fanny Cotton
- Claude Gagnon : Yoan Chabot
- Hugolin Chevrette : Manu Escobar
- Sébastien Reding : Nino O'Neil
- Joël Legendre : Rodolphe
- Natalie Hamel-Roy : Carol Schwartz
- Jacques L'Heureux : Paul Leblanc
- Johanne Léveillé : Boon-Mee Leblanc / Mme Pyrowski / Mme Butterfly
- Benoit Rousseau : M. Pyrowski / Balthazar Bonenfant
- Paul Sarrasin : Anémone Sanschagrin
- Éveline Gélinas : Violenne Voula
- Didier Lucien : Dr Vadeboncœur

 Source et légende : version québécoise (VQ) sur Doublage.qc.ca

## Pétitions
Une pétition circule depuis 2008 sur internet. Cette pétition aurait pour but principal de faire produire la saison 2 de Blaise le blasé, mais n'a donné aucun résultat. Depuis, plusieurs pétitions ont été créées dans le but de faire sortir la saison 1 en DVD au Canada et comptent de plus en plus de personnes qui y participent. Voire plus de 600 personnes différentes qui signent des pétitions.

## Prochaines rediffusions
(janvier 2020).
- Si vous ne connaissez pas le sujet, laissez ce bandeau (vous pouvez alors contacter les auteurs).
- Si vous supprimez le contenu mis en cause (vous pouvez préalablement contacter les auteurs),

argumentez précisément cette suppression dans la page de discussion
(un manque de référence n'est pas un argument ; une recherche réelle de référence doit avoir été effectuée, être formellement documentée).
Télétoon a annoncé qu'il serait prêt à rediffuser la série s'il reçoit suffisamment de lettres sur son site demandant sa rediffusion.
Écho média, qui a acheté Spectra animation, ainsi que les droits sur la série, cherche à diffuser la série sur une autre chaîne, mais rien n'est encore décidé. Actuellement[Quand ?], la série entière se retrouve sur YouTube et elle joue sur Unis TV.

## Musique

### Générique
Le générique d'ouverture de Blaise le blasé est chanté par le groupe québécois Les Trois Accords. Le vidéoclip officiel de la chanson Sans trop bouger les muscles faciaux peut être vue sur le site Web de Télétoon.

### Musique originale
La musique originale de Blaise le blasé est composée par Alexis Pecharman.

### Chansons
Au cours de la série, on peut entendre les chansons suivantes :
- No Heaven de DJ Champion (ép. : L'amour au bord des lèvres)
- Laisse-moi des Trois Accords (ép. : À un cheveu roux de l'amour)
- Je t'ai vu me voir des Trois Accords (ép. : L’analgésique de l’Apocalypse)
- Youri des Trois Accords (ép. : Seize ans bien sonnés)

## Distinctions

### Récompenses
- 2008 : Prix Gémeaux de la meilleure série ou spécial d'animation

### Nominations
- 2009 : Prix Shaw Rocket
- 2008 : Prix Gémeaux du meilleur texte jeunesse
- 2008 : Prix Gémeaux du meilleur site Web relié à une série télé
- 2008 : Prix FIFA de la meilleure série télévisée
- 2008 : Prix Pulcinella de la meilleure série télévisée pour tous les âges

## Sites Web
Le site Internet de Blaise le blasé explore la tête de cet adolescent à l’humour décapant et visite l’intérieur même… de son cerveau. Le site web est devenu inaccessible en 2013. En 2016, une page sur Facebook "Toujours aussi Blasé?" fut créé pour promouvoir une nouvelle saison, un peu dans le même principe que Danny Phantom ou Kim Possible.

### Cinq sections
- Matière grise : la matière grise devrait être la section la plus intelligente du cerveau de Blaise… C’est ici que germent ses pensées (une par semaine, accrochée sur le frigo de la cuisine), que demeurent ses préoccupations (le jeu vidéo Desevolutor) et c’est la zone qu’a investie l’orienteur scolaire de Saint-Judes pour faire passer son test.

- Ego : Benji, l’ami sportif de Blaise, présente l’accès au côté masculin de l’ego de Blaise. Là se situe un jeu de basket-ball : Blaise doit réussir ses paniers sous peine d’initiation par ses camarades. Du côté féminin se trouve Pénélope, la fille féminine de la série, prête, dans un jeu, à sauter dans le vide pour attraper des vêtements « tendance ».

- Inconscient : la psychologue scolaire de Saint-Judes propose ici son test de personnalité, le « blasomètre » ; la machine à rêve conduit aux deux pôles de l’inconscient de Blaise : le rêve, avec un jeu de théâtre où Blaise tente d’imiter l’objet de ses fantasmes : la belle Annette. De l’autre côté, un jeu où Blaise fait un cauchemar récurrent : nu dans les couloirs de l’école, il court pour récupérer ses vêtements en évitant de croiser quelqu’un.

- Opinion : place à l’expression, à la communication et aux opinions : avec le concours Star Anatomie, il s’agit de créer un avatar selon le thème de la semaine et de voter pour le candidat de la semaine. Dans la section « Blasifie ta vie », de nombreux cadeaux peuvent être téléchargés. Fabienne, l’amie de Blaise, présente depuis le café « Des mots plein la bouche », un questionnaire pour découvrir quel personnage de la série se cache derrière quelle citation.

- Mémoire : albums photos, journaux, extraits vidéo, etc.

### Cinq jeux
Le cerveau de Blaise comporte cinq jeux :
- Desevolutor : Blaise doit éviter les attaques des nocifs, sous peine de « désévoluer » et régresser progressivement sur l’échelle de l’humanité jusqu’au stade de plancton. Le mode « Web Cam » du jeu offre une jouabilité hors du commun, en utilisant les mouvements des mains et de la tête du joueur, captés par la caméra.

- Sauter dans le fizz : Pénélope participe à un concours dans lequel elle doit sauter du haut d’un dirigeable pour attraper des vêtements et accessoires « fizz », c’est-à-dire « tendance ».

- Basket mâle : sur le terrain de basket-ball, Blaise doit réussir ses tirs au panier sous peine d’initiation par ses camarades.

- Joue avec ton corps : au cours de théâtre, Blaise tente d’imiter les poses de la belle Annette, objet de ses fantasmes.

- Le couloir de la honte / Nuvite : Blaise fait un cauchemar récurrent : il est tout nu dans les couloirs de l’école et doit retrouver ses vêtements en évitant de croiser quelqu’un.

### Inviter un ami
Le site de Blaise le blasé comporte plusieurs contenus offrant la fonctionnalité « Inviter un ami » à découvrir un contenu humoristique du site : 
- Le blasomètre : le test de la psychologue scolaire permet à chacun d’évaluer son niveau de « blasitude » ;
- Le biscuit chinois : Mme Butterfly offre un biscuit divinatoire chinois pour découvrir son avenir ;
- La pensée de la semaine : pour savourer les pensées hebdomadaires de Blaise en vidéo ;
- Le test d’orientation scolaire : permet à chacun d’évaluer le meilleur choix de carrière possible ;
- Des mots plein la bouche : pour découvrir qui sont les auteurs des citations et autres opinions croustillantes de la série.

### Cadeaux à télécharger
La section « Blasifie ta vie » du site offre en téléchargement gratuit plus de 20 fonds d’écrans, des « blasoticones » (émoticônes à utiliser dans un logiciel de messagerie instantanée ou comme icônes). Cette section offre également des gadgets de bureau Google dont des horloges (à l'effigie de Blaise, GG et Pénélope), un biscuit chinois interactif, des pensées du jour et des poupées virtuelles à habiller (Pénélope et GG).